# 大東洋グループ

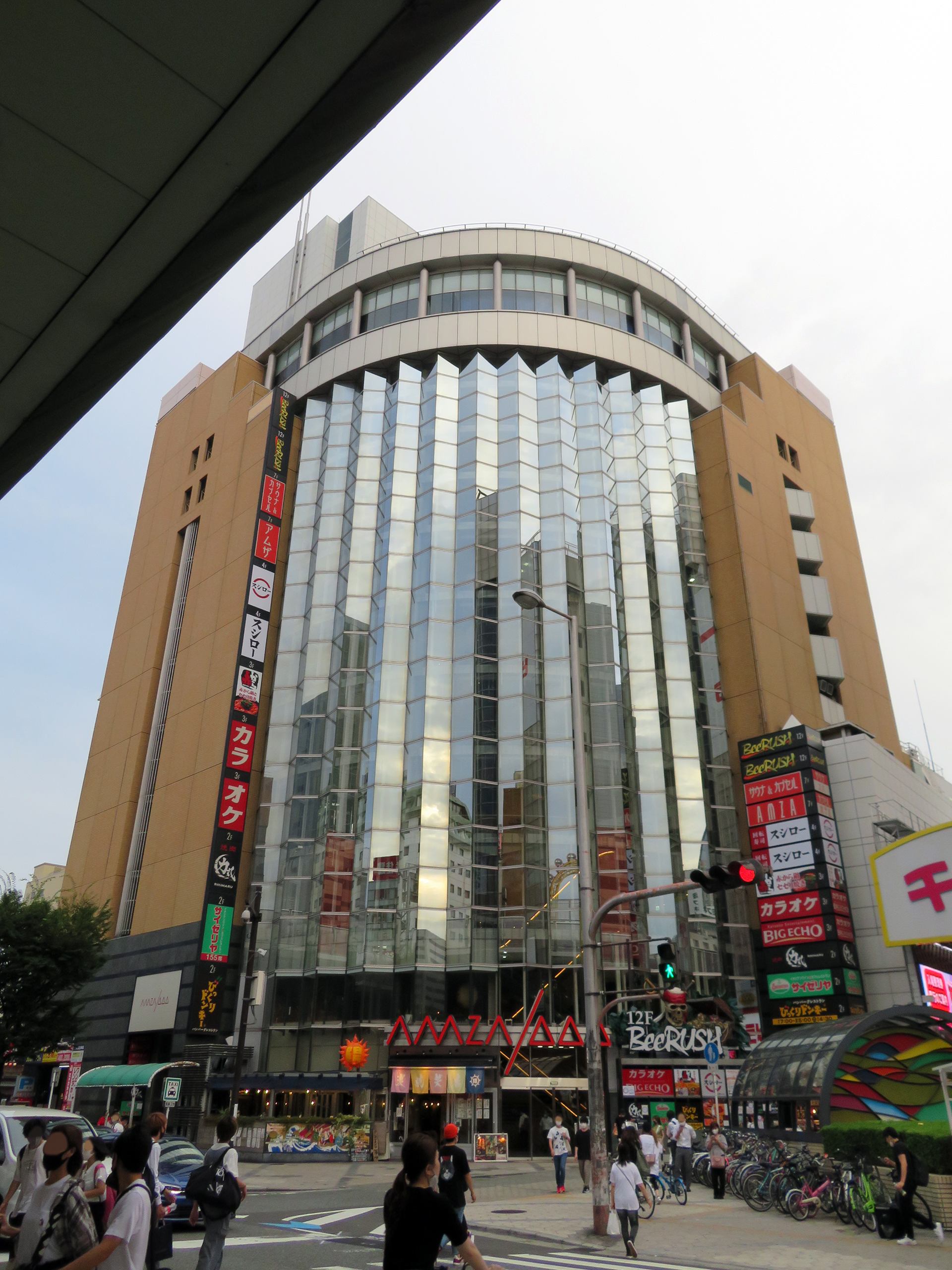
千日前のサウナ&カプセル アムザ

大東洋グループ（だいとうようグループ）は、大阪府内のレジャー施設を運営している企業グループ。
北大阪振興を中心に浪速振興・中央振興・丸萬の4社から形成されている。

## 概要
パチンコチェーンである「大東洋」を運営している北大阪振興を中心に、浪速振興、中央振興、丸萬の4社の総称として大東洋グループと呼称されている。
パチンコ店の他にもサウナの運営や貸しビルの運営などをそれぞれの企業ごとに分担して行っている。

## 沿革
- 1959年 - 北大阪振興株式会社を設立。資本金は1億6000万円。
- 1960年 - 中央振興株式会社を設立。資本金は4800万円。
- 1965年 - 観光ビル大東洋をオープン。
- 1967年 - 十三パールサーティーンをオープン。
- 1974年 - 梅田ニュー大東洋をオープン。
- 1977年 - 浪速振興株式会社を設立。資本金は8000万円。
- 1980年 - 梅田大都会・メトロがオープン。
- 1991年 - 千日前にアムザ1000、千日前大東洋・千日前ニュー大東洋をオープン。
- 1995年 - 十三パールサーティーンが改装オープン。観光ビル大東洋で創業30周年記念として温泉を掘削し、「天然温泉 萬の湯」と命名して営業開始。
- 1996年 - 梅田ラッキービル、ラッキーホールを改装オープン。
- 1997年 - 梅田大都会を「ディライト」へ屋号変更。
- 1998年 - 梅田バッティングドームをオープン。
- 2000年 - サウナ&カプセル大東洋を改装オープン。
- 2003年 - 浪速道頓堀ビル（TSUTAYA EBISUBASHI店）をオープン。大東洋レディスサウナ&スパを改装オープンし岩盤浴を新設。
- 2004年 - 梅田ニュー大東洋・ディライト・ラッキーホール・千日前大東洋の屋号を全て「大東洋/DAITOYO」に統一し、それぞれ本店・梅田店・HEP通り店・千日前店とする。
- 2005年 - アムザ1000の4階にフランチャイズ加盟第1号店としてアプレシオ千日前店がオープン。千日前ニュー大東洋・メトロの屋号を「CLUB-D」へ統一。観光ビル大東洋で創業40周年記念としてビルの外壁に巨大イルミネーションを点燈。
- 2006年 - サウナ&カプセル アムザを改装オープン。電動リクライナーを導入。
- 2007年 - 北大阪東通りビル、大東洋東通り店・アプレシオ梅田店、北大阪堂山ビル（ボートピア梅田）がオープン。
- 2008年 - アミューズメントスタジオ ブギでビリボーとゴルフシミュレーターを導入（前者は、大阪府内で初）。
- 2019年 - サウナ&カプセル アムザの10Fカプセルフロアが改装オープン。新たにエアウィーヴを搭載したデラックスカプセルが誕生。
- 2020年 - サウナ&カプセル大東洋が改装オープン。女性専用カプセルルーム（Re:ady stay daitoyo）を設置、女性も宿泊が可能となった。

## グループ企業
- 北大阪振興株式会社
- 浪速振興株式会社
- 中央振興株式会社
- 丸萬株式会社

## 運営している主な施設
- パチンコ遊技場「大東洋」
- サウナ&スパ カプセルホテル 大東洋
- 大東洋 レディスサウナ＆スパ / Re:ady stay daitoyo（レディステイ大東洋）
- サウナ&カプセル アムザ
- 中華料理 大東洋
- アミューズメントスタジオ ブギ
- インターネットカフェ アプレシオ梅田店
- 梅田バッティングドーム

## 提供番組
長年、読売テレビの深夜番組とラジオ大阪の時報CMのスポンサーとなっていたものの、テレビについては2009年9月をもって撤退した模様。
現在
- ラジオ大阪 - 一部の時間帯で、時報CMのスポンサーとなっている。

過去
- 読売テレビ
  - MONDAY PARK - 深夜アニメ番組の放送枠。第1部の番組のスポンサーとなっていた（2話以上連続で放送するなどして、第1部以外の番組を単発的に第1部として放送する場合も、第1部に該当する枠でスポンサーとなっていた）。2008年1月〜2009年9月。
  - 火曜深夜26時30分枠 - 1990年代は毎週映画番組『シネマチューズデー』を放送していたが、2000年代中頃からは週ごとに、ドラマ『イケ麺新そば屋探偵〜いいんだぜ!〜』映画番組『シネマチューズデー』火曜サスペンス劇場再放送『サスペンス傑作選』を放送していた（『イケ麺新そば屋探偵〜いいんだぜ!〜』については2話連続放送であったが、スポンサーとなっているのは前半の1話のみであった）。〜2009年9月。
  - YOSHIMOTO DIRECTOR'S 100 - 木曜深夜に放送。2008年10月〜2009年9月。
  - 水曜亜細亜電影
  - つぶれ荘物語 - 放送開始当初は複数社のスポンサーであったが、回を重ねる毎にスポンサーが降板、最終回では大東洋のみとなった。ちなみに「AMZA1000」のCMは2009年時点で放送されていたものと同一であった。1992年4月〜1992年10月

その他多数。
上記放送枠についてはプロ野球中継の録画放映など特別編成となる場合もスポンサーとなっていた。